# Agrotis alexandriensis
Agrotis alexandriensis là một loài bướm đêm thuộc họ Noctuidae. Nó được tìm thấy ở các đụn cát và sa mạc mặn ở dọc bờ biển Địa Trung Hải từ Tunisia đến Ai Cập. Nó cũng được tìm thấy ở đồng bằng ven biển phía nam ở Israel. Con trưởng thành có sải cánh mm. Con trưởng thành bay vào tháng 10, 11 hay 4 tùy vào địa điểm. Có hai lứa một năm.